# Irena Česneková
Irena Česneková (* 2. května 1972 Třebíč), rozená Novotná, je bývalá česká biatlonistka.
Vystudovala Střední zdravotní školu v Brně, obor rehabilitace. Po škole se stala členkou nového týmu SKP Jablonec a v sezoně 1992/1993 poprvé startovala ve Světovém poháru. V roce 1997 byla členkou vítězné štafety v závodě SP ve finském Kontiolahti.
Startovala na ZOH 1994, 1998, 2002 a 2006, jejím nejlepším individuálním výsledkem je 22. místo ze sprintu v Salt Lake City 2002. V Naganu 1998 pomohla českému týmu k šestému místu ve štafetovém závodě, o čtyři roky později se česká štafeta umístila osmá. Pravidelně se účastnila světových šampionátů, největším úspěchem pro ni bylo 4. místo v závodech smíšených štafet na Mistrovství světa 2005. Sportovní kariéru ukončila po ZOH v Turíně 2006.
Od roku 2011 pracuje jako masérka české biatlonové reprezentace.